# Glenn E. Pollard
Glenn E. Pollard  (1901 -1976 ) fue un botánico estadounidense.
Fue un experto en la familia de las orquídeas, habiendo efectuado extensas expediciones al territorio de México. Por ej., en 1967 visita el área de los Chimalapas, Cerro Baúl, en el sur de la región cerca del límite con Chiapas.

## Algunas publicaciones
- 1974. Dressler, RL; GE Pollard. The genus Encyclia in Mexico. Ed. Asoc.Mexicana de Orquideología, México. 151 pp. + 50 ilustr. ISBN 99941-1-605-3

## Honores

### Eponimia
Género
- Pollardia Withner & Harding

Especies
- Malaxis pollardii L.O.Williams

- La abreviatura «G.E.Pollard» se emplea para indicar a Glenn E. Pollard como autoridad en la descripción y clasificación científica de los vegetales.[1]

En IPNI se poseen 80 registros de sus identificaciones y clasificaciones en Orchidaceae.